# Pont de Ponsonnas
Le pont de Ponsonnas est un pont franchissant le Drac, situé dans le département de l'Isère, en région Auvergne-Rhône-Alpes, en France. Il est célèbre en tant que site reconnu pour la pratique du saut à l'élastique et pour les nombreux suicides qui s'y déroulent.

## Histoire

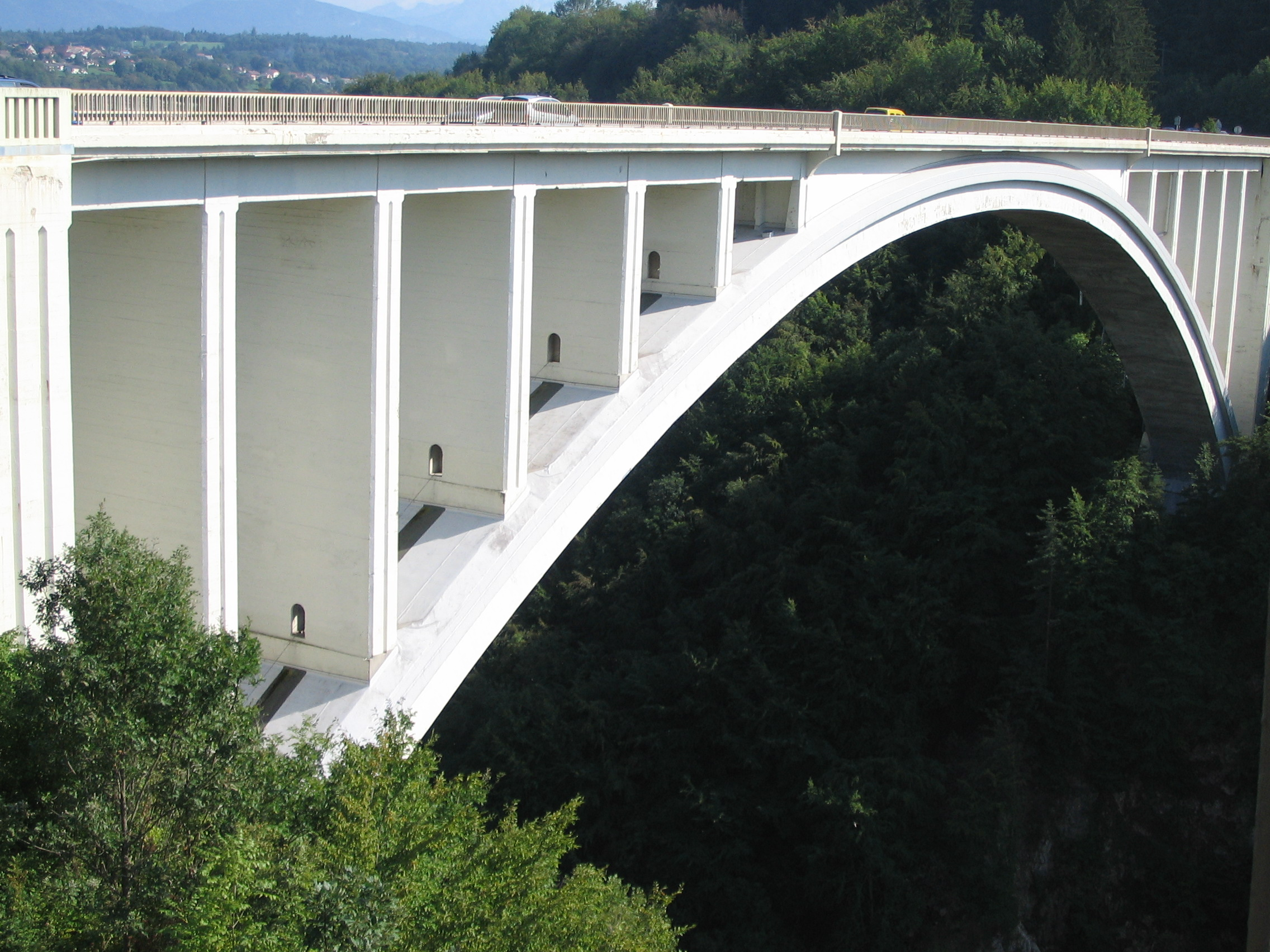
Le pont de la Caille (Haute-Savoie), dont le pont de Ponsonnas est une copie

### Construction
Un premier pont suspendu, équipé à l'époque d'un péage, a été construit en 1861. Le péage a cessé son activité le 1er mai 1896. Un nouveau pont a été inauguré en 1941. 
Il a été conçu par Albert Caquot, ingénieur français, spécialiste du béton armé et notamment concepteur de la structure interne de la statue du Christ du Corcovado au Brésil. L'ouvrage a été édifié par la Compagnie Lyonnaise d'entreprises.
Calqué sur le modèle du pont de la Caille, près d’Annecy, il a tout d'abord été dénommé le « pont Rouge », en raison de sa couleur d’origine, puis il a été repeint en noir à la mort de l’ingénieur en chef Berthier, survenue à la fin des travaux dirigé par l’entrepreneur grenoblois Jean-Sébastien Clos.

## Situation et description

### Situation
Selon les coordonnées IGN, le pont est situé dans le sud du département de l'Isère, à quelques kilomètres de La Mure, principale ville de la région naturelle de la Matheysine. Ce pont qui supporte la RD526 (ancienne route nationale 526 qui reliait Saint-Jean-de-Maurienne à Clelles) permet de relier cette dernière avec la commune de Saint-Jean-d'Hérans, les habitants de Ponsonnas utilisant plutôt le pont de Cognet plus proche du bourg.

### Description
Il s'agit d'un pont à arches de béton qui domine de plus de cent mètres le lit du Drac, affluent de l'Isère. Son arche surbaissée a une ouverture de 92 mètres et une flèche de 23 mètres.

### Saut à l'élastique
Au XXe siècle et au XXIe siècle, le pont de Ponsonnas est connu internationalement en tant que site de saut à l'élastique,. Le site de centre de saut à l’élastique souvent présenté comme étant le plus ancien a été créé en 1988.

## Suicides et prévention
Ce pont a été le lieu de suicides et de tentatives de suicide. Depuis, les communes se sont saisies de la problématique et des mesures de prévention ont permis d'empêcher de nouveaux décès, en communiquant notamment sur le numéro national de prévention du suicide. 